# 塩入清香
塩入 清香（しおいり さやか、1982年〈昭和57年〉7月7日 - ）は、日本の政治家、ジャズ歌手。参政党所属の参議院議員（1期）。「シンガーソングキャスター」として、これまでに日本文化チャンネル桜、Daily WiLL、文化人放送局、三橋TV、チャンネルAJERなどの保守系ネット番組でキャスターを務め、sayaまたは扇さや名義で活動、2025年の参議院議員選挙にはさや名義で立候補した。

## 経歴
神奈川県横浜市出身。青山学院女子短期大学英文科卒業。学生時代に訪れたニューヨークで『アメイジング・グレイス』に感銘を受け、歌手を志す。演歌歌手として活動を始め、後にジャズ歌手に転向。主に東京や横浜でライブを行い、2008年に「saya」名義でCDデビューした。2024年までにCDを7枚発売している。2021年5月にYouTubeチャンネル「チャンネルsaya」を開設した。
ジャズシンガーとして保守系CS放送に出演したことをきっかけに、さまざまな論客と接点を持つようになった。特に、元航空幕僚長・田母神俊雄の番組『田母神塾』への出演を機に政治に関心を持ち、2008年頃よりアシスタントとして番組に参加する中で、田母神の安全保障政策などを学んだと述べている。日本文化チャンネル桜では「チャンネル桜の歌姫」と呼ばれ、集会で君が代などを独唱した。2012年から2014年5月まで同局で古谷経衡との冠番組のキャスターを務め、後に参政党代表となる神谷宗幣もゲストとして出演したことがある。
田母神が2014年東京都知事選挙に出馬した際は、葛城奈海、浅野久美らとともに「田母神ガールズ」の一員として活動。田母神の人柄や主張に共感し、自発的に選挙応援に加わったとしている。この選挙ではのちに田母神陣営の違法な選挙資金問題が発覚したが、自身は報酬を受け取っていないことを明言し、買収資金が「ガールズ」に流れたとの報道を否定している。
チャンネル桜の番組「夜桜亭日記」では浅野久美と共にキャスターを務め、経済評論家の三橋貴明が主宰する「三橋TV」などにも出演した。2025年現在も三橋が社長を務める「株式会社経世論研究所」の正社員であり、「副業OK」の就業条件のもと、個人での活動も並行して行っている。
2022年には三橋らとともにチャンネル桜を離れた。チャンネル桜を主催する水島総によれば、さやは水島に対し同年の第26回参議院議員通常選挙に国民民主党から「出馬することになった」と報告し、了承を求めてきたため、新党くにもりを率いる水島がこれに反対し、疎遠になったという。一方で国民民主党側は「弊党にて公認した事実はございません」と回答している。
2024年にアパグループの元谷外志雄が塾長を務める勝兵塾で講師を務める。
2025年2月に日本会議が主催する「建国記念の日を祝う会in神戸」で記念講演を行った。

### 2025年参議院選挙
2025年7月の第27回参議院議員通常選挙において、参政党公認で東京都選挙区（改選数7）から立候補した。公示前の5月には、国会内で神谷宗幣代表とともに記者会見を行い、立候補を表明。応援として田母神俊雄や三橋貴明が駆けつけ、田母神は「さやさんの考えは私の政策に非常に近い」と述べ、当選に期待を示した。さや自身も「田母神さんの思いを議員になって実現したい」と語った。7月11日にはアパグループ代表の元谷外志雄から参議院選挙における推薦状を受け取ったことを自身のXで公表した。なお、選挙管理委員会への届け出の際にアルファベット表記が認められない可能性があるとして、ひらがな表記の「さや」で立候補した。立候補の理由については「日本が大好きだから」と述べ、「政府に足りないのは財源ではなく、国民への愛情」と主張。選挙戦最終日の7月19日、芝公園での演説では「みなさんのお母さんにしてください！」と訴えた。
選挙期間中、後援会事務局に殺害予告や事務所爆破予告メールが送られていたことが産経新聞の取材で明らかになった。この予告を受け、経済評論家の三橋貴明がボディーガードを務め、さやとともに街宣カーに同乗した。街頭演説には支持者が集まる一方で、参政党やさやの主張に反対する人々が「人間にファーストもセカンドもない」と書かれたプラカードを掲げたり、「日本人ファーストは差別だ」と抗議の声を上げる姿も見られた。
朝日新聞は終盤情勢分析で、与野党の有力候補が票を分散させる中でトップ当選する可能性があると報じた。支持層は主にSNSなどネットを中心に拡大し、都議選で参政党が3議席を獲得したことも知名度向上の追い風になったとされた。7月21日の投開票で当選が確実となり、最終的に約67万票を獲得して鈴木大地に次ぐ2位で当選した。男性からの支持が特に高く、10 - 60代の各世代で男性有権者の最多得票を得た。
当選後、本名が塩入清香であることを公表し、今後の議員活動は本名で行うとした。本名の公表を控えていた理由としては、覚えやすさを優先した選挙戦略と、家族の健康への配慮を挙げている。
選挙後、三橋貴明とのYouTube番組で、自民党の高市早苗・麻生太郎陣営との合流に前向きな姿勢を示した。同月30日、先の参院選で新たに当選した各人が申請していた議員氏名の通称名使用が参議院議長により許可されたが、塩入は「さや」あるいは「saya」などでの申請は行われておらず、国会内においては今後は本名での活動となった。

## 政策

### 経済
2025年の参議院選挙において、自身について雇用に恵まれなかった「就職氷河期世代の代表」であるとしていた。「日本人ファースト」や「消費税廃止」を掲げ、「これ以上外国人を増やす政策をやめるべき」「外国人が優遇され、日本人が差別されて貧しくなった」と主張するなど、日本人の生活を最優先すべきと訴えた。選挙公報では、経済政策として消費税の段階的減税と将来的な廃止、積極財政による景気回復を訴えるとともに、農業政策としては2050年までに食料自給率を100%に引き上げるという目標を掲げた。

### 軍事
安全保障政策では、日米安保を「みかじめ料」と表現し、核武装については「最も安上がり」として日本の核保有を主張した。また、入党前の2023年に出演したYouTube番組「皇統を守る会チャンネル」では、徴兵制に肯定的な見解を示し、兵役は教育的な役割があり、国の独立を真に願う意識を高めることができると述べている。さらに、アジア地域の安定のためには日本が軍事的な強さを取り戻すべきだと主張している。

### 女性の権利
選択的夫婦別姓に反対し、その理由として、推進派の考え方の根底には「親子」、特に「母子」の引き離しがあると主張している。また、女性の就労については、子どもは自分のためだけに存在してほしいと望んでおり、仮面をつけた母親と接したいとは思わないと述べている。

### 皇統
2019年10月に発足した「皇統を守る会」では、会長の葛城奈海、赤尾由美、我那覇真子、竹内久美子、佐波優子とともに呼びかけ人を務めている。この会は、皇位継承策について伝統的な男系（父系）を維持すべきだと主張し、旧宮家の皇籍復帰を訴えている。女性天皇や女系天皇の容認には「連綿と紡がれてきた万世一系の皇統が断絶してしまう」として反対する。会のYouTubeチャンネルでは、葛城奈海・佐波優子とともに「三姉妹燦DAY（サンデー）」と題した番組を配信し、杉田水脈らがゲスト出演した。
2024年10月には、スイス・ジュネーブで開かれた国連の「女子差別撤廃委員会」において、同会理事の葛城、佐波、さやらが着物姿でパンフレットを配布し、葛城が代表として「神武天皇から続く万世一系の日本の國體を訴える」スピーチを行った。同年12月の帰国報告会では、「国難の時！建国の理念『八紘為宇を掲げて、真の独立国家建設を!!」とのスローガンを掲げ、杉田水脈がビデオメッセージを寄せた。「皇統を守る会」の賛同人には、高橋史朗（モラロジー道徳教育財団）、松本淳一郎（日本会議）、山本優美子（なでしこアクション代表）、松田学（参政党）、田母神俊雄らが名を連ねている。

### その他
投開票日のNHK選挙特番で、「参政党の議員が10名以上誕生すれば、スパイ防止法案を提出したい」と述べた。

## 批判など
- 2025年7月12日、第27回参議院議員通常選挙期間中にX上での不適切な投稿を巡る問題が報じられた[66]。ホストクラブのホスト名義のXアカウントが、参政党およびさやへの投票方法を例示しつつ、投票済証明書の提示で割引が受けられると告知する投稿を行い[67]、これに対し感謝の返信をした（該当投稿とリプライは削除済み）[68][39][PR 6]。この件は公職選挙法違反の可能性があるのではないかとして批判を呼び[69]、参政党の公式Xおよび本人がそれぞれ謝罪コメントを発表した[66][39][70]。
- 同月3日、日本の核保有を主張し、波紋を呼んだ[71][72]。核廃絶を訴えている日本原水爆被害者団体協議会の代表委員を務める田中煕巳は「日本の政治家が核を使うことを前提とした議論をするのは恥ずかしい」と批判したほか[73]、原水爆禁止日本協議会事務局長の安井正和も「被爆者を前にして同じことを言えるのか」と述べた[73]。広島県原爆被害者団体協議会も「広島がどんな目にあったか知ってほしい」と反発した[74]。その後、報道陣から問われると、「党の方針に従うつもり。細かい部分については後日、ご報告できたらと思っている」と述べるにとどめた[75]。
- 同月3日、街頭演説で「外国人労働者の低賃金に日本人も合わせられた結果、30年間賃金が上がらない」「ロイターによれば、中国製太陽光パネルに情報収集用のチップが組み込まれている」「太陽光パネルは水で消火できず、消防隊員が感電死する」と発言した。これに対し、NPO機関「InFact」のファクトチェックでは、賃金停滞との因果関係は不明確であり、通信機器が発見されたというロイターの報道はあったこと自体は事実であるが「情報が抜かれている」とまでは断定できないとし、感電リスクについても、太陽光パネルの消火活動で感電するリスクがあると指摘している資料はあるものの、太陽光発電全般に言える構造的なリスクであり、どの国の製品であるかに依存しない、という趣旨の記載もあったとしている[76]。
- 同月12日、街頭演説で「中国人が奨学金で優遇されている」と発言したが、演説で触れた「次世代研究者挑戦的研究プログラム（SPRING）」は日本人を含む全ての研究者が対象であり、一部の事例を取り上げて誇張した内容はミスリードであると指摘された[77]。
- 同月13日、Xに「この30年、ドケチな緊縮で暮らしも産業もボロボロにされた」「緊縮財政はもう終わりにしよう」と投稿した[78][PR 7]。これに対し、東京新聞は「日本の国債残高は先進国でも高水準であり、緊縮財政とは言えない」とし、「緊縮が日本経済の長期停滞の原因」とする主張には根拠が乏しいと報じた[78]。
- 同月15日、個人演説会で「マスコミはウソをつく存在」と述べ、大手メディアを批判した[79]。これに対し、国際政治学者の五野井郁夫は、「トランプやフランスの極右政党『国民連合』などのメディア批判を想起させる」と指摘。参政党は既存政党が取り上げなかった主張で支持拡大を図る一方、根拠に乏しい内容も多く、「メディアはウソつき」と断言することで支持者の結束を強めていると分析した。また、「生活苦を外国人のせいにするなど、事実に基づかない主張でも票につながる環境になりつつあり、日本もアメリカや西欧の状況に近づいている」と述べた[79]。
- さやの参議院議員当選後、シンガーソングライターの春ねむりは、さやを批判する目的の楽曲「IGMF」をSoundCloudで公開した[80][81]。春は、自身のXで「参院選期間、あまりにもヘイトスピーチを聞きすぎて怒りがすごかったので爆速書き」したと投稿した[82][83]。同曲は、一度削除されたが、その後復元された[84]。
- 2025年5月から参政党が掲げている「新日本憲法（構想案）」では、「候補者及び議員の本名、帰化の有無、収支等の情報は公開される」（第13条5項）とされており、2025年7月の第27回参議院議員通常選挙中において、さやが本名を明かしていなかったことについて疑問の声が上がっていた[85][86][87]。

## ロシア政府系メディア「スプートニク」への出演問題
2025年7月14日、ロシア政府系メディアであるスプートニクのインタビュー動画が公開された。
スプートニクはロシア政府系のプロパガンダメディアであり、2016年アメリカ大統領選挙における選挙介入疑惑でTwitterでの広告が禁止され、EUでは2021年以降、フェイクニュースや陰謀論拡散を理由に配信停止措置やGoogle検索からの除外などが行われている。日本経済新聞は、スプートニクによるX上の投稿が過去3年間で3倍以上に増加し、偽情報や社会の分断を狙う投稿が日本の世論に影響している可能性を報じた。ロシアは反リベラリズムや反フェミニズムなどの保守的価値観を訴え、各国の右派層の支持を集めており、欧米では反LGBT運動や陰謀論とロシアマネーの結び付きも指摘されている。サイバーセキュリティ専門家の長迫智子は、参政党が反ワクチン陰謀論など、ロシア発の影響力工作と親和性の高い主張を展開していることに懸念を示している。
Xのコミュニティノートでは、スプートニクがロシア政府のプロパガンダ機関であることや、参政党を好意的に取り上げる背景にロシア政府の関与がある可能性について注意喚起が表示された。日本経済新聞は、スプートニクが参政党を取り上げることで、「外国人との共生を重視する層」との世論分断をあおっているとの見方を紹介した。
情報法制研究所の山本一郎は、参政党の躍進にはロシア製ボットが関与している可能性があるとし、親露派のXアカウントが偽情報や政府批判の投稿を拡散・増幅することで、日本社会に対する分断工作に影響を及ぼしている可能性を指摘した。ジャーナリストの津田大介は、ロシアによる世論操作や選挙介入が各国で成果を上げている現状を解説し、日本でも参政党を世論工作の足がかりとみなしている可能性があるとして、外国勢力による選挙介入への警戒を促した。平将明デジタル相や青木一彦官房副長官など政府関係者も、SNSを利用した社会分断や外国勢力の影響工作について懸念を表明した。
この問題を受け、参政党の神谷宗幣代表は「ロシアによる工作」説を否定し、「スプートニク取材は末端職員が無断で対応したもので、既に厳しい処分を行った」と説明。さや本人の責任は問わない姿勢を示した。また、ロシアの支援を受けているとの見方の広がりについて「選挙妨害に近い」と反論し、「参政党は親露派ではない」と主張。ファクトチェックを求めたが、琉球新報のファクトチェック記事では、神谷代表自身がロシア側の主張を繰り返しているとして、「親露派ではない」とする主張は不正確と判定した。同ファクトチェック記事では、自民党議員が発信した「ロシアによる選挙操作」についても、現時点で根拠不明とした。
また、16日までに、「Japan News Navi」や親ロシア陰謀論アカウント「himuro」など、ロシア製ボットとの関係が指摘された複数の影響力あるXアカウントが凍結された。これらのアカウントは、「外国人にはすぐ生活保護を出す」などの虚偽情報を拡散しており、Xの規約に反する「選挙妨害」や「人を欺く行為」に該当する可能性があると報じられたが、凍結の具体的理由は明らかにされていない。この件に関連し、自民党広報本部長の平井卓也は17日のネット番組で「われわれ、相当消し込みにはいっていますから」と発言した。これに対し、参政党の神谷代表は「どうやって外国の勢力の影響だと判断するんだ？」「自民党や政府への批判を消しているだけでは」とX上で疑問を呈した。専修大学の山田健太教授は、「何に対して、どのような基準で、誰が対応したのか明確にすべきだ。政府与党の要職者が根拠を示さずに発言することは極めて問題であり、その影響で根拠なき言説がネット上に拡散している現状は非常に残念だと述べた。ジャーナリストの山田敏弘は、米国ではFBIが証拠に基づきロシア関連アカウントやボットを摘発しており、日本のように「曖昧な疑惑」で対応する状況とは異なると指摘。「SNS工作は以前から問題となっており、冷静な調査と対策が求められる」と述べ、自民党が確かな証拠もないのに参院選後に「敗北の責任をロシアの工作だった、と言い出す可能性は否めない」とも指摘した。明治大学の斎藤孝道教授は、「SNS上の状況だけでは工作の有無を判断できず、発言の根拠を示すべきだ」とし、海外の介入に関して国内で警鐘を鳴らしてきた立場から、「政府がどのような対応をしてきたか説明責任がある」と述べた。
19日、国立情報学研究所の越前功教授は、今回の参院選では外国人排斥などの過激な言説や虚偽情報の拡散が従来と比べて桁違いに多く、ボットの関与が疑われると指摘し、新興政党の支持層周辺が標的となって大量の投稿が流入している可能性があると分析した。また、ロシア政府が開発に関与したボット管理ツールは、生成AIによって架空の人格を与えた多数のアカウントを使い、特定の言説を一斉に拡散してSNSのトレンドに乗せる手法を用いていると述べた。一橋大学の市原麻衣子教授は、中国系とロシア系のSNSアカウントが相互にフォロー・拡散し合い、社会の分断や陰謀論をあおる投稿を通じて言論空間を混乱させており、「民主主義の魅力を低下させ、社会を不安定化させることが目的で、どこまで信じたらいいか分からないという現状こそが『思うつぼ』だ」と語った。

## 人物

### ブレーン
2025年の参院選でさやを支えたのは、元航空幕僚長で核武装論者の田母神俊雄と、経済評論家の三橋貴明だった。両者は出馬表明会見や選挙戦最終日のマイク納めにも同席し、さやは街頭演説で「私の頭には三橋貴明先生の経済理論が、心には田母神俊雄さんの魂が刻まれています」と語った。
7月15日の支援者向けの最終個人演説会にも田母神がゲストとして登場し、さやは田母神を「師匠」と呼び、20代のころに「太平洋戦争で日本はアジアの国々のためによいことをした」とする田母神の歴史観に感銘を受け、「田母神さんのようになりたいと思ってきた」と語った。
積極財政派の論客で、PB黒字化目標の撤廃や財政破綻論の否定を主張している三橋貴明は、さやの経済政策のブレーンとして選挙戦を支援した。さやは三橋のYouTube番組「三橋TV」にレギュラー出演しており、三橋が制作する有料経済解説動画「シンガーsayaの3分間エコノミクス」にも登場している。後援会「清（さや）の会」は三橋が所長を務める「経世論研究所内」に事務局を置き、さや自身も経世論研究所の正社員である。三橋は応援演説で「さやさんは見目麗しいが、頭の中が『三橋貴明』」と紹介し、さやが訴えるPB黒字化目標の撤廃や財政破綻論の否定などの主張は、三橋のMMT理論に基づくものとされる。また、「さや」という候補者名は三橋が命名したものであり、本名非公表の判断も三橋自身の決定だったと述べている。三橋はXで、政党代表に「比例代表で出してくれ」と要請し、「決断したのはおれ」「つねに決定権を持っている」と投稿し、選挙戦では応援弁士やボディーガードとしてもサポートした。

### 家族関係
- 配偶者がいることを公表している[2][3][注釈 4]。
  - 配偶者の存在を最初に報道した『週刊文春』の記事が公開されると、SNS上で「不倫略奪婚ではないのか[注釈 5]」との声が出た。これ対してさやは「塩入さんが離婚された4年後に結婚しております」として、略奪婚などではないと反論した[2][124][125]。

### 参加団体
- 「皇統を守る会」理事[59]

## 出演

### ネット放送
- 『皇統を守る会チャンネル』内「三姉妹燦DAY!」[126][127]
- 『田母神塾』
- 『日本文化チャンネル桜』
- 『Daily WiLL』
- 『三橋TV』
- 『チャンネルAJER』

### ラジオ
- ジャパンニューアルファPresents[PR 3]『ファンタジア〜聴けるリゾート&スパ』FMヨコハマ、2012 - 2014年、DJ[PR 8][PR 2][15]。

## 選挙歴
| 当落 | 選挙                     | 執行日         | 年齢 | 選挙区       | 政党   | 得票数     | 得票率 | 定数 | 得票順位 /候補者数 | 政党内比例順位 /政党当選者数 |
| ---- | ------------------------ | -------------- | ---- | ------------ | ------ | ---------- | ------ | ---- | ------------------ | ---------------------------- |
| 当   | 第27回参議院議員通常選挙 | 2025年07月20日 | 43   | 東京都選挙区 | 参政党 | 66万8568票 | 9.60%  | 6    | 2/32               | /                            |